# Jägarrörelsen

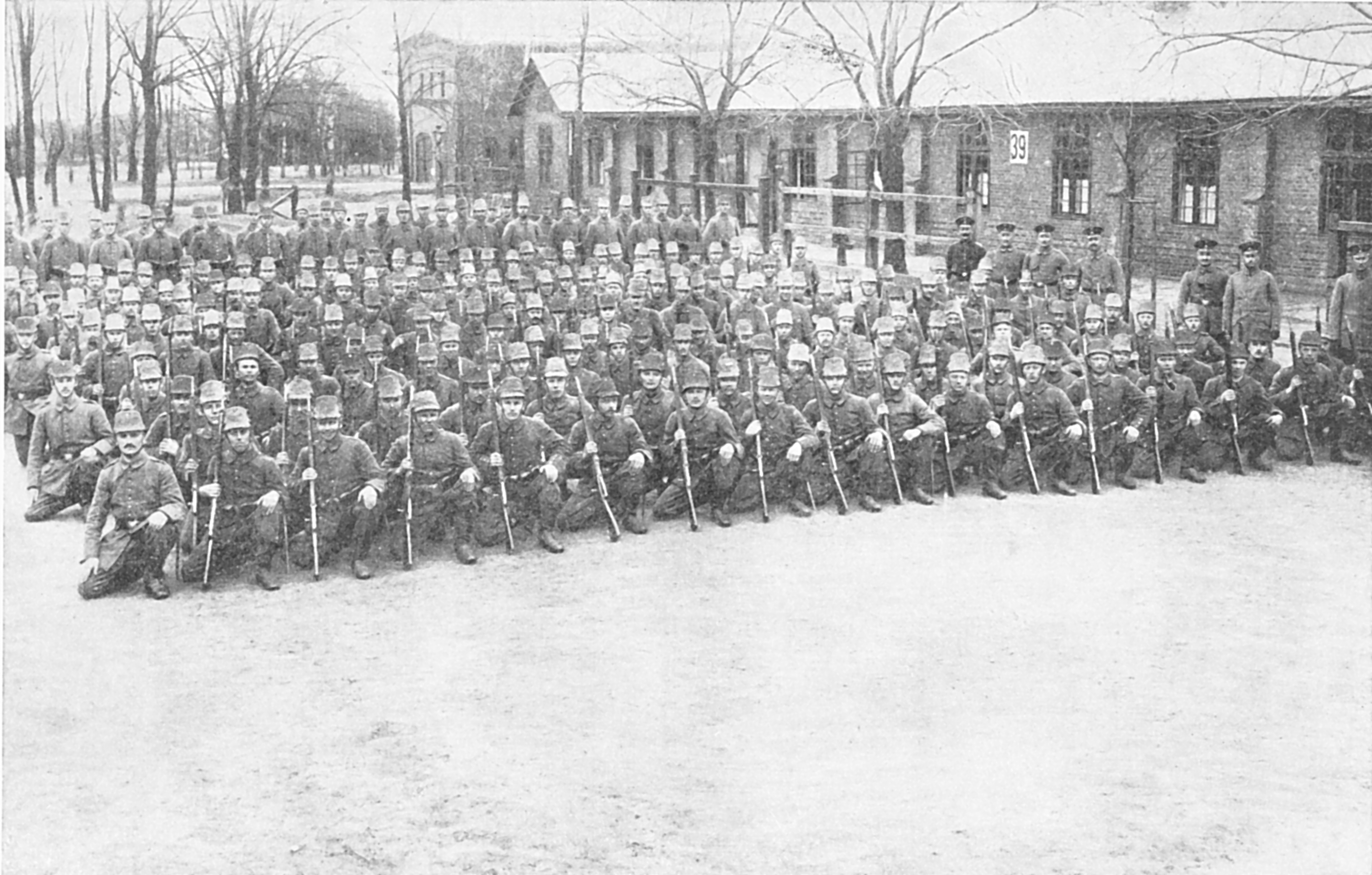
1. kompaniet ur 27. kungliga preussiska jägarbataljonen i Lockstedt-lägret år 1916

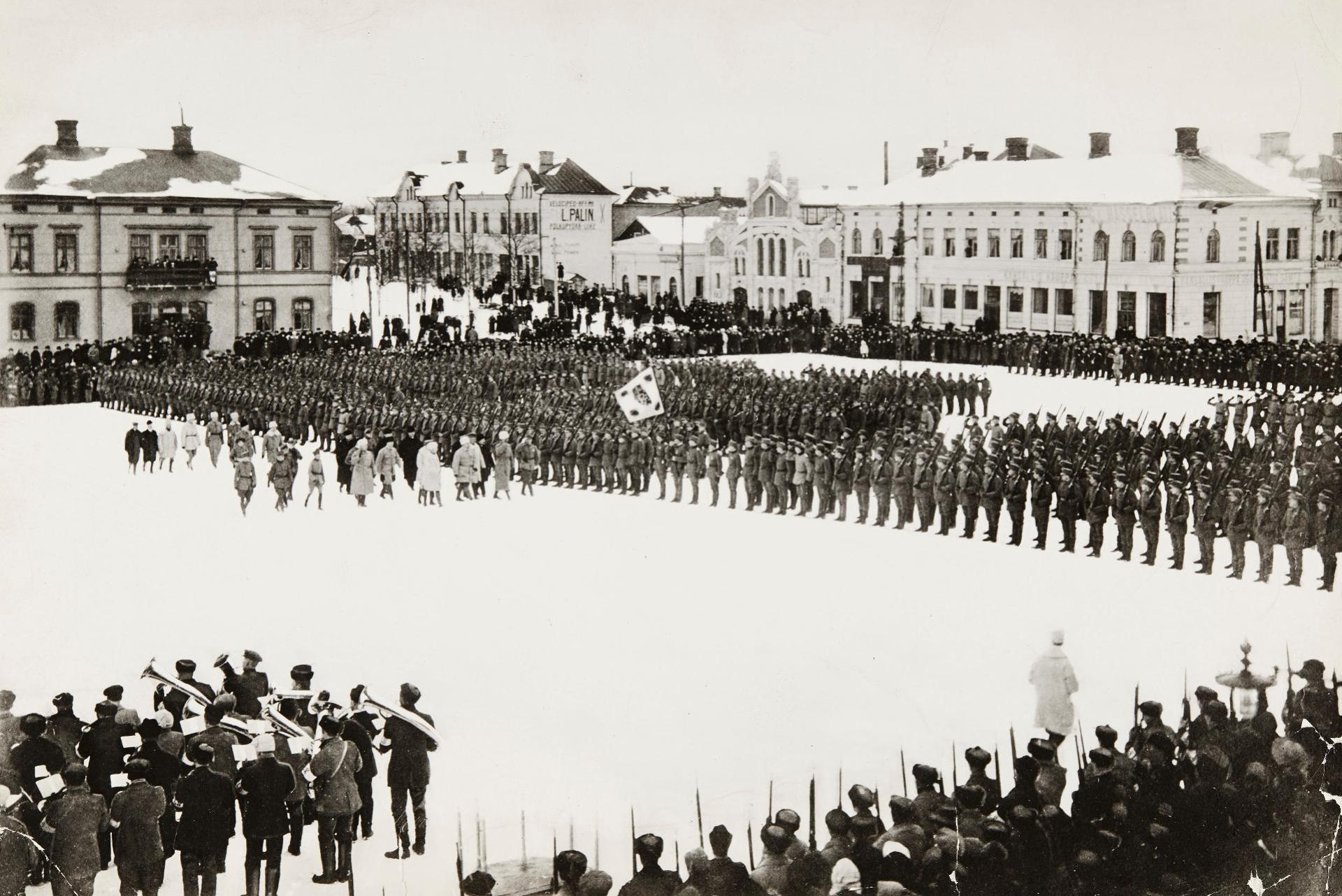
Finländska jägare under en parad på Vasas torg

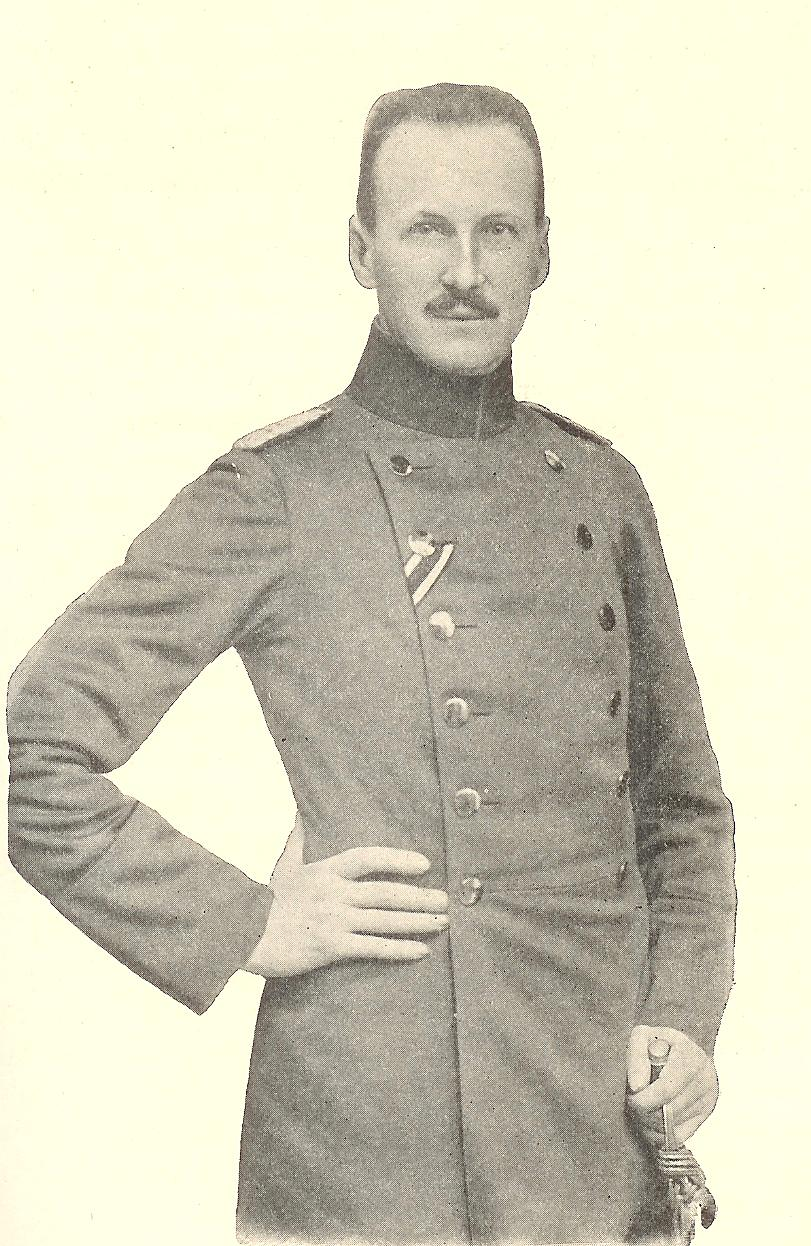
Chefen för 27. kungliga preussiska jägarbataljonen, major Maximilian Bayer

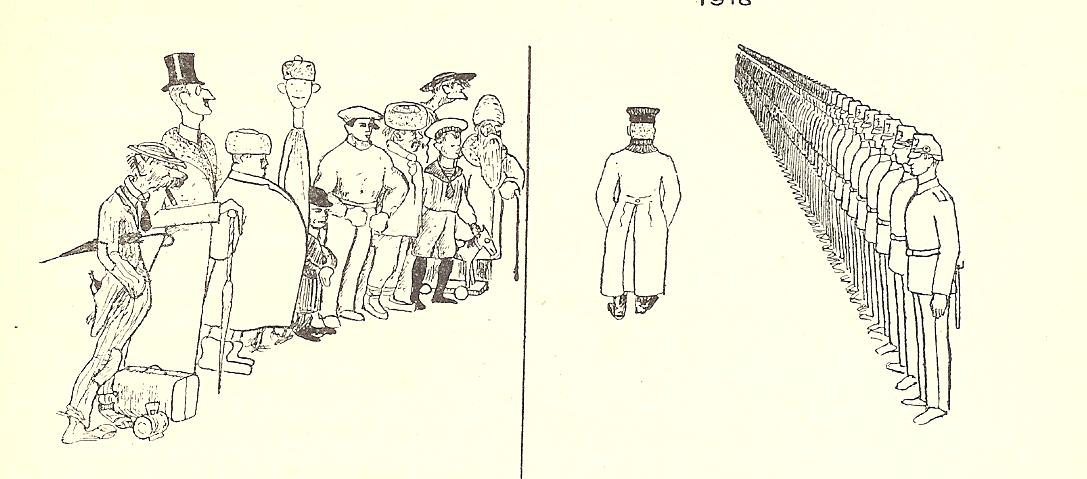
Skämtteckning "Före och efter inryckning", 27. kungliga preussiska jägarbataljonen i Lockstedt-lägret år 1916

Jägarrörelsen var en politisk rörelse vars mål var att frigöra Storfurstendömet Finland från Kejsardömet Ryssland och skapa ett nytt självständigt Finland. Rörelsen uppstod i Finland efter att förryskningsperioderna väckt intresset för en väpnad kamp för självständighet.

## Historik
Det ansågs i Finland nödvändigt att bilda en nationell armé, men det gick inte att få militär utbildning i Finland. Enskilda finländare försökte redan 1914 organisera utbildning i Sverige, men den svenska regeringen ville inte dra in landet i första världskriget. I januari 1915 var dock Tyskland berett att utbilda 200 rekryter för senare insatser i hemlandet. För Tyskland var detta en åtgärd som man ansåg skulle kunna försvaga fienden Ryssland. De blivande soldaterna reste i hemlighet via Sverige till Tyskland där det officiellt hette att de deltog i en scoutledarkurs i Lockstedt-lägret (sedan 1956 Hohenlockstedt) vid staden Itzehoe i Holstein. 
Verksamheten leddes av den tyska kejserliga flottans underrättelsetjänst medan utbildningen genomfördes av kungliga preussiska armén. Under hösten samma år ökades truppens styrka till 2000 man. Nya soldater värvades i hemlighet i hela Finland och totalt fick 1895 finländare utbildning. Under våren 1916 kom truppen att kallas 27. kungliga preussiska jägarbataljonen och stod under major Maximilian Bayers befäl. Bayer var före kriget aktiv som ledare inom den tyska scoutrörelsen.
Ryssland fick kännedom om jägarbataljonen hösten 1915 och 19 soldater arresterades. 13 av dem skickades till fängelse i Petrograd och kom att kallas "gallerjägare". De frigavs i samband med februarirevolutionen 1917.
Bataljonen sattes hösten 1917 in i strider mot Ryssland i Baltikum. Den 6 december förändrades soldaternas situation i och med att Finland förklarade sig självständigt som en följd av den kommunistiska oktoberrevolutionen i Ryssland. Självständigheten skedde utan strid, men 1918 bröt ett inbördeskrig ut i Finland. Huvuddelen av soldaterna landsteg i Vasa i februari 1918. Totalt 1261 soldater deltog i inbördeskriget på de vitas sida, varav 128 stupade och 238 sårades.
Soldaterna kom att bilda kärnan i den vita armén. Det uppstod dock en konflikt, den så kallade jägarkonflikten mellan soldaterna och den vita arméns överbefälhavare Gustaf Mannerheim, samt andra finska officerare med rysk militär bakgrund. Soldaterna såg sig som ett sammansvetsat förband och ville strida tillsammans med utvalda värnpliktiga vid sin sida i ett mindre antal förband, men de kom istället att bilda den nya finska arméns officerskår och utbildare.
Jägarrörelsen föddes i akademiska kretsar, men soldaterna rekryterades från alla samhällsskikt och språkgrupper. De flesta återvände efter inbördeskriget till det civila, men en del fortsatte sin militära karriär. En del blev kända inom kulturen eller näringslivet, men endast en femtedel hade en högskoleexamen. De flesta var arbetare, jordbrukare eller yrkesutövare och återgick till detta efter kriget. De flesta deltog dock i vinter- och fortsättningskrigen.